# Hugues Aycelin
Hugues Aycelin de Billom (ur. 1230 – zm. 28 grudnia 1297) – francuski kardynał i teolog.

## Życiorys
Zwany również Hugues Aycelin de Montaigut. Urodził się w Billom w diecezji Clermont w szlacheckiej rodzinie. Wstąpił do zakonu dominikanów zostając najpierw lektorem, a potem profesorem teologii w domach zakonnych na terenie Francji i Włoch. W 1286 papież Honoriusz IV mianował go Mistrzem Świętego Pałacu. Dwa lata później, na konsystorzu celebrowanym 16 maja 1288 otrzymał od Marcina IV nominację kardynalską z tytułem prezbitera S. Sabinae. Uczestniczył w papieskiej elekcji 1292-94. Kardynał biskup Ostia e Velletri od sierpnia 1294. Uczestniczył w konklawe 1294 i 23 stycznia 1295 udzielił sakry biskupiej papieżowi Bonifacemu VIII. Autor dzieł teologicznych i komentarzy do Księgi Przysłów i Lamentacji Jeremiasza. Zmarł w Rzymie. W 1295 został kamerlingiem Świętego Kolegium.
Niektóre źródła podają, że był dziekanem Św. Kolegium Kardynałów, co jednak nie wydaje się prawdopodobne, gdyż powiązanie diecezji Ostia e Velletri z funkcją dziekana nastąpiło dopiero w XVI wieku. W owym czasie funkcję tę spełniał każdorazowo kardynał-biskup o najdłuższym stażu, a tym od sierpnia 1294 aż do śmierci w marcu 1302 był Gerardo Bianchi.